# 高梨瑞樹
高梨 瑞樹（たかなし みずき、1997年12月21日 - ）は、日本のグラビアアイドル、YouTuber、女優。栃木県出身。ヴィスカエンターテイメント所属。

## 経歴
山梨県の都留文科大学在学中の2018年に東京へ遊びに来ていたところを現在の所属事務所マネージャーにスカウトされ、同年7月1日にTwitter（現・X）を開始し"高梨瑞樹"として芸能活動をスタート。撮影会経験もないまま同月中にイメージ作品への出演が決定し、下旬にはバリにて撮影が行われる。のち8月19日（日）に東京Lily主催の団体撮影会に於いて初の撮影会開催。
8月23日にBSスカパー!で放送された『Midnight女子会Z #28 夏休みスペシャル第3弾 グラビアアイドル裏成人式』でメディア初登場。他の出演グラドルと共に私服・水着・ボディコン姿を披露。9月10日には東京Lilyにてインタビュー記事が公開、単独での初映像となる自己紹介動画も掲載される。
そして10月20日に前述のバリ撮影による初イメージ作品『ミルキー･グラマー』（監督・撮影：安倍雄治）が竹書房よりBlu-rayとDVDの二形態にて発売、キャッチコピーは『汚れを知らない現役女子大生デビュー！』。続く11月3日にはソフマップAKIBA4号店アミューズメント館にて初となるBlu-ray＆DVD発売記念イベントを開催。なお同月7日には初の大阪での撮影会も開催となった。12月には『ミルキー･グラマー』に次ぐイメージ映像の『透明彼女 season6 #6』がV☆パラダイスで放送され、21歳を迎えた誕生日の12月21日に"完全版"として再編集した長尺版が東京Lilyより配信開始。
2019年は先述の二度目となるバリロケで撮影されたイメージ作品『みずきっす』（監督：上村知之 撮影：ノムラヨシキ）が2月20日に発売。翌3月2日には同作の発売記念イベントが秋葉原ソフマップにて開催、約一週間後の8日には初の東京Lilyでの発売記念イベントも開催される。
6月20日、ギルドより3作目のイメージ作品『桜舞う恋』（監督：上村知之 撮影：遠山元気）が発売。作中では同じ事務所に所属する橘更紗とも共演。6月24日には東京Lilyにて二度目となる発売記念イベントを開催、こちらも同じ事務所に所属する南沙羽とによる初の合同開催となった。
かねてより目標としていたTwitterフォロワー1万人突破を7月4日遂に達成。「フォロワー1万人になったら始めます」と公約に掲げながら待ちきれず事前にアカウントを取得済みだったInstagramへの投稿を本格始動、と同時に次のTwitterフォロワー数目標を10万人と宣言。さらなる自信をひっさげながら20日は6月の東京Lilyに続いてソフマップでの『桜舞う恋』発売記念イベントを開催。
初の映画出演作となる『青春カレイドスコープ』（らんくう/パロマプロモーション）が8月24日から9月13日にかけて池袋HUMAXシネマズにて公開。三つの短篇からなるオムニバス作品の本作では『明日きっともっと』『夏色のマフラー』の2篇に出演。
10月17日午前、デビュー当時より悲願だった"Amazon女性アイドル売れ筋ランキング"1位の座を自身4作目となるイメージ作品『My Only Sunshine』（監督・撮影：ノムラヨシキ）が獲得。翌18日に『My Only Sunshine』のダウンロード＆ストリーミング版が先行配信開始、次いで20日にDVD版が発売される。21日には週刊プレイボーイの創刊53周年を記念した誌面企画『NIPPONグラドル53人』の一人として選出され他52名のグラドルと共にグラビア掲載。
2020年1月23日から千本桜ホールにて上演される朗読劇『Greif2』再演のBチーム公演回に出演（※Bチームの初日は24日）。これが自身初の舞台となる。同月31日には『鎧美女』初回放送がCSフジテレビONEにてオンエア。
2021年12月、デジタル写真集を対象とした集英社『グラジャパ!アワード2021』で最優秀YouTube賞を受賞。
2022年12月よりサガミオリジナル14代目宣伝大使に就任。

## 人物
- チャームポイントは八重歯[38]。以前はコンプレックスであったが、「カワイイ」と言われることでポジティヴに向き合えるようになった。
- 楽しいことが大好きで普段からよく笑う、俗に言う「ゲラ」ちゃん[2]。ロケや撮影会時に"笑い止み待ち"があることもしばしばである。
- 負けず嫌いな性格、それゆえ時にはストイックになることも[3]。勝つためには嫌いなタマネギをまるかじりすることも惜しまない努力家。
- ダンスが苦手[2]。デビューイメージ作品『ミルキー･グラマー』にて披露しているものの、恥ずかしかったシーンの一つとして挙げている。
- 一番好きな食べ物は蕎麦、一番嫌いな食べ物は蟹[39]。蟹は味が苦手ながら一番“いつか食べられるようになりたい”食べ物でもある[40]。

## 作品

### DVD
※太字タイトルはBD版同時発売
- ミルキー・グラマー（2018年10月19日、竹書房）[41]
- みずきっす（2019年2月20日、ラインコミュニケーションズ）[42]
- 桜舞う恋（2019年6月20日、ギルド）[43]
- My Only Sunshine（2019年10月20日、ラインコミュニケーションズ）[44]
- 幼馴染みはベランダからやって来る（2020年3月17日、双葉社）[45]
- 好きの瞬間（2020年8月20日、ギルド）[46][注 1]
- みずきっす2（2020年12月20日、ラインコミュニケーションズ）[48]
- もしも瑞樹が・・・（2021年4月23日、竹書房）[49]
- 妄想禁断少女（2021年8月25日、イーネット・フロンティア）[50]
- clumsy her（2021年11月23日、エアーコントロール）[51]
- Q（2022年11月22日、エアーコントロール）[52]
- A（2022年12月27日、エアーコントロール）[53]
- みずきち（2024年1月30日、エアーコントロール）[54]
- 愛していると言わないで（2024年6月20日、ラインコミュニケーションズ）[55]
- 吐息の匂い（2024年12月24日、エアーコントロール）[56]

### 配信動画
- ミルキー･グラマー（10月19日、竹書房）
- 透明彼女シーズン6 #6 高梨瑞樹 完全版（12月21日、ギルド） ※配信限定

- みずきっす（2月19日、ラインコミュニケーションズ）
- I-ONE NEXT 高梨瑞樹（2月28日、ラインコミュニケーションズ） ※配信限定
- 桜舞う恋（ギルド）
  - 本編（6月20日）
  - 番外編（8月14日） ※配信限定
  - 本編未公開映像 前編（8月22日） ※東京LilyにてDVD『桜舞う恋』の特典DVDとして頒布されたものと同内容
  - 本編未公開映像 後編（8月28日） ※配信限定
- 必撮！まるごと☆高梨瑞樹【完全版】（9月1日、アイロゴス） ※配信限定
- My Only Sunshine（10月18日、ラインコミュニケーションズ）
- I-ONE NEXT 高梨瑞樹 2（10月28日、ラインコミュニケーションズ） ※配信限定

- 幼馴染みはベランダからやって来る（3月17日、双葉社）
- BIJOデート 高梨瑞樹（7月7日、リリコレ） ※配信限定
- 好きの瞬間（8月21日、ギルド）
  - 本編未公開映像（9月19日）※配信限定
  - 番外編（10月3日）※配信限定
- みずきっす2（12月18日、ラインコミュニケーションズ）

- もしも瑞樹が…（4月23日、竹書房）
- 妄想禁断少女（8月25日、イーネット・フロンティア）

### VR動画
- あの夏のサークル合宿、高梨瑞樹の眩しいカラダに触れてしまった、そういう世界。（3月5日、ファンタスティカ）
- 高梨瑞樹との新婚生活で知った賞味期限知らずの無償の愛、そんな世界（3月26日、ファンタスティカ）

### 写真集
- はだかんぼ（2022年7月12日、ワニブックス　撮影：藤本和典）ISBN  978-4847084324[57]
- 乙女に花束を（2023年8月25日、サイゾー、撮影：佐藤佑一）ISBN 978-4866251745

### デジタル写真集
- みずきっす（7月26日、ラインコミュニケーションズ）
- ちらり（9月1日、アイロゴス）
- KEEP OUT（10月1日、アイロゴス）
- 淡き青春の恋（11月4日、ギルド）
- SWEET HONEY（11月5日、アイロゴス）
- Cutie Bunny（12月2日、アイロゴス）
- 本当のわたし（12月26日、ギルド）

- 高梨瑞樹 BEST vol.1（3月28日、アイロゴス） ※既刊4タイトル＋未公開カット収録のベスト版
- 恥ずかしいけど見て欲しい（4月3日、ギルド）
- 綺麗なお姉さんはナース（4月30日、ギルド）
- 週刊大衆デジタル写真集：12 高梨瑞樹「私としか、しちゃだめなんだからね」（6月12日、双葉社）
- My Only Sunshine（6月26日、ラインコミュニケーションズ）
- キュート（7月8日、ギルド）
- 先輩は僕の奥さん（11月4日、ギルド）
- 週刊現代デジタル写真集 frais poire（12月4日、講談社）
- 週刊現代デジタル写真集 Color of Jade（12月4日、講談社）
- ひめごと（12月22日、ギルド）

- 1日だけ、（2月9日、ギルド）

### イメージビデオ客演
- 桜咲く愛（2019年7月18日、ギルド） 主演：橘更紗 ※DVD版・配信版ともに出演
- 桜咲く愛 本編未公開映像（特典DVD版：2019年7月18日・配信版：同年9月24日、ギルド） 主演：橘更紗 ※特典DVD版・配信版ともに出演

- 恋の予感（2020年8月20日、ギルド） 主演：徳江かな ※DVD版・配信版ともに出演

## 出演

### テレビドラマ
- そこにあるBU.KI.MI（テレ玉） ※初ドラマ出演
  - 第5話 ～教室にある～（2019年9月2日） - W主演・松井かな 役[58][59]
- そこにあるBU.KI.MI シーズンⅡ（テレ玉）
  - 第3話 ～食事にある～（2020年1月20日）- W主演・オオタマリコ 役[60]
- ミステリと言う勿れ 第5話（2022年2月7日、フジテレビ）
- 転職の魔王様 第8話（2023年9月4日、関西テレビ・フジテレビ）

### テレビバラエティ
- Midnight女子会Z（BSスカパー！）[9]
  - #28 夏休みスペシャル第3弾 グラビアアイドル裏成人式 前半戦（2018年8月23日）
  - #29 夏休みスペシャル第3弾 グラビアアイドル裏成人式 後半戦（2018年9月13日）
- 透明彼女 season6 #6（2018年11月、V☆パラダイス）[15]
- 笑福亭鶴光のオールナイトニッポン.TV@J:COM（2019年5月25日、J:COM）- ゲスト出演[61]
- 泉秀樹の歴史を歩く 豊後王の愛と野望 大友宗麟の真実（2019年9月、J:COM）- 再現VTR出演[62]
- 鎧美女 #61（2020年1月31日、フジテレビONE）- 甲冑：武田信玄[63]
- グラドル向上委員会（仮）#5（2021年6月21日、BSスカパー!）- MC：橋本梨菜、共演：渕上ひかる、未梨一花[64]
- ギリギリライブ イマドキ女子のリアル生態調査（2021年9月13日、9月21日、9月28日、10月5日、北海道文化放送）
- 麻雀最極決定戦！サバイバルバトル極雀 season33・43（2022年3月20日[65]、2024年5月27日[66]、フジテレビONE）- 極雀ガール
- 月ともぐら（2023年1月6日 - 2月3日、3月17日 ‐ 6月9日、テレビ東京）[67]
- アイドル鬼ごっこ2023！～わたし、本気出してもいいですか～（2023年4月21日、GAORA SPORTS）[68][69]
- ゴッドタン（2024年3月10日、8月4日、11月10日、2025年3月2日、テレビ東京系）-マジ嫌い1/5、東ブクロ行かせてよ裁判

### テレビその他
- カラオケ大賞（2025年2月3日 - 、千葉テレビ放送） - アシスタント

### ウェブ配信
- 【全日本〇〇グラドルコンテスト】アビリティ（ABEMA）[70]
  - グラドル新人発掘公開オーディション！後半戦【グラドルの虎】（2018年12月1日） ※予告パートに出演
  - 【限定公開】ど根性グラドル楽屋裏リポート（2018年12月2日）
  - グラドルNo.1ど根性は誰だ！【全日本ど根性グラドルコンテスト】（2018年12月8日）
  - 激闘を制したNo.1ど根性決定！【全日本ど根性グラドルコンテスト】（2018年12月15日）
  - 名場面＆未公開シーン一挙大公開SP（2018年12月22日）
- モヤモヤさまぁ～ず２（テレビ東京）※配信オリジナルコンテンツ[71]
  - #1 新企画始動。 ”ドキドキさまぁ～ず3”【モヤモヤさまぁ～ず２（配信オリジナル）】（2019年3月17日）
  - #2 ドキドキオーディション 一次審査後半戦。 【モヤモヤさまぁ～ず２（配信オリジナル）】（2019年3月31日）
- ゆったりライブ（2019年4月～6月、CHECK）[72]
  - #1（4月28日）
  - #2（5月16日） ※清瀬汐希とダブルMC
  - #3（6月5日） ※清瀬汐希とダブルMC
  - #4（6月14日）
  - #5（6月25日）
- 四日市競輪場公認Vtuber泗水美海&やみん&高梨瑞樹【Ｇ3ナイター最終日】予想会（2019年6月9日、四日市けいりん、ニコニコ生放送）- ゲスト出演[73]
- 【月刊リングス9月号】今月はセクシー女子大生が前田日明に挑む！そして、あのお宝試合は公開できるのか？（2019年9月25日、RINGSチャンネル、ニコニコ生放送）- ゲスト出演[74]
- 四日市競輪開設68周年記念「泗水杯争奪戦G3ナイター」最終日の予想会！（2019年11月10日、四日市けいりん、ニコニコ生放送）- ゲスト出演[75]
- ニコ生 グラビアごはん「グラ飯」第55回（2019年11月29日、グラビアごはん「グラ飯」、ニコニコ生放送）- ゲスト出演[76]
- ニコ生 グラビアごはん「グラ飯」第62回（2020年8月28日、グラビアごはん「グラ飯」、ニコニコ生放送）- ゲスト出演[77]
- 給与明細 #116 谷間を寄せて美尻で殺せ！グラドル29名vsメガ撮影会（2020年10月19日、ABEMA）[78]
- 給与明細 #121 バーレスクでテキーラ&谷間に札束…潜伏地下ハロウィン（2020年11月30日、ABEMA）[79]
- 給与明細 #132 ノーカット&一発勝負『VRグラビア』初体験（2021年3月8日、ABEMA）[80]
- 【ウラ給与明細】羨ましい？否！VRグラビア“男”役は甘くない（2021年3月8日、ABEMA）[81]
- 図工の時間 #3（2022年6月22日、東京Lily、YouTube）共演：徳江かな、草野綾、清瀬汐希[82]

### ラジオ
- 激刊！ふじ（2019年8月20日、渋谷クロスFM）- ゲスト出演[83]

### 音声配信
- よゐこ有野のノーギャラジオ（2022年7月11日、Radiotalk）[84]

### 映画
- 青春カレイドスコープ（2019年8月24日公開、オムニバス映画、らんくう/パロマプロモーション） [28]
  - 明日きっともっと（2020年5月21日発売、制作：らんくう、監督：神村友征）- 高林瑞樹 役[29]　スピンオフ作品
  - 夏色のマフラー（2020年6月18日発売、制作：らんくう、監督：安倍雄治）- 絢美、透の彼女 役 ※二役[30]　スピンオフ作品
- 異物 -完全版-（2022年1月15日、Vandalism）- ミサト 役
- 近江商人、走る!（2022年12月30日、ラビットハウス）- おひさ 役 [85]
- TURNING POINT3（2023年10月14日、エンタメイティブ、監督：ハシテツヤ）- 菅野こはる 役[86]

### VR映画
- 東京夜行 -ソウシツ-（2020年8月8日、Cinematech） ※主演・真美 役 ※配信限定

### オリジナルビデオ
- 真夜中の怪談 スポーツ界の闇編17話（2020年7月3日、十影堂エンターテイメント） ※『子供の頃プールで…』『閉館した温泉での撮影』の二篇 ※メディアはDVD版のみ

### 舞台
- 朗読劇『Greif2』再演（2020年1月23日～26日、千本桜ホール） - Bチームでの出演 ※Bチームの初演は24日[87]
- オンライン･ラジオシネマ『Greif』（2020年5月17日） - 当日二公演目の14時回に出演（共演：清瀬汐希・加納葉月） ※オンライン開催[88]
- オンライン朗読劇『葉桜と魔笛』(2020年8月25日、東京Labo) - 初の独演による朗読劇 ※オンライン開催

### 撮影会
- 東京Lily（2018年8月19日、団体撮影会） ※初撮影会
- 東京Lily（2018年9月15日、団体撮影会）
- 東京Lily（2018年9月30日、セッション撮影会）
- FANFUNPOP（2018年10月7日、団体撮影会、関西開催） ※初関西開催
- フレッシュ！ハロウィン！スペシャル大撮影会 in Booty東京（2018年10月14日、セッション撮影会）
- 東京Lily（2018年10月27日、団体撮影会）
- はなまる撮影会（2018年11月10日、団体撮影会）
- FANFUNPOP感謝祭（2018年12月8日、セッション撮影会、東京開催）
- はなまる撮影会（2018年12月22日、団体撮影会）

- FANFUNPOP（2019年1月6日、団体撮影会、関西開催）
- フレッシュ！スペシャル大撮影会 in Booty東京Day1（2019年1月19日、セッション撮影会）
- 東京Lily（2019年1月27日、セッション撮影会）
- はなまる撮影会（2019年2月16日、団体撮影会）
- フレッシュ！バレンタイン！スペシャル大撮影会 in Booty東京Day2（2019年2月17日、セッション撮影会）
- はなまる撮影会（2019年3月24日、団体撮影会）
- FANFUNPOP（2019年3月31日、団体撮影会、関西開催）
- 第5回FFP沖縄（2019年4月20日～21日、撮影会ツアー、沖縄開催）
- はなまる撮影会（2019年4月30日、団体撮影会）
- はなまる撮影会（2019年5月26日、団体撮影会）
- はなまる撮影会（2019年6月15日、団体撮影会）
- 第2回サンスポGoGoクイーンオーディション プール撮影会＠西武園ゆうえんち（2019年6月30日、セッション撮影会）
- FANFUNPOP（2019年7月21日、団体撮影会、関西開催）
- 東京Lily（2019年7月28日、団体撮影会）
- FFP東京（2019年8月12日、セッション撮影会、東京開催）
- はなまる撮影会（2019年8月17日、団体撮影会）
- 第2回サンスポGOGOクイーン大磯ロングビーチ撮影会（2019年9月23日、セッション撮影会）
- はなまる撮影会（2019年10月19日、団体撮影会）
- STMオールランジェリー団体撮影会～VISCA特別編～（2019年11月9日、団体撮影会）
- はなまる撮影会（2019年11月30日、団体撮影会）
- 東京Lily（2019年12月15日、団体撮影会）

- はなまる撮影会（2020年1月11日、団体撮影会）
- 朗読劇『Greif2』特別撮影会（2020年1月19日、セッション撮影会）
- 東京Lily（2020年2月16日、団体撮影会）
- はなまる撮影会（2020年3月7日、団体撮影会）
- Gスタ Instudiogramフォトセッション（2020年3月20日、セッション撮影会）
- はなまる撮影会＠名古屋（2020年8月8日、団体撮影会、名古屋開催） ※7月25日中止分からの振り替え ※初名古屋開催
- はなまる撮影会＠名古屋（2020年9月5日、個人＆団体撮影会、名古屋開催） ※初となる個人撮影会も開催
- フレッシュ！スペシャル大撮影会in川越水上公園（2020年9月21日、セッション撮影会） ※四日間開催のうち三日目に出演
- 東京Lily（2020年9月26日、個人＆団体撮影会）
- R・I・Pタレント大集合！大プール撮影会（2020年10月4日、セッション撮影会） ※稲毛海浜公園プールにて開催
- 東京Lily（2020年10月24日、個人＆団体撮影会）
- はなまる撮影会＠名古屋（2020年10月25日、個人＆団体撮影会、名古屋開催）
- 東京Lily（2020年11月1日、団体撮影会） ※初となる銭湯撮影会

### 発売イベント
- 『ミルキー･グラマー』発売イベント
  - ソフマップ（2018年11月3日、アミューズメント館8F）

- 『みずきっす』発売イベント
  - ソフマップ（2019年3月2日、AKIBA①号店サブカル・モバイル館7F）
  - 東京Lily（2019年3月8日、東京Lilyスタジオ）
- 『桜舞う恋』発売イベント
  - 東京Lily（2019年6月24日、東京Lilyスタジオ） ※南沙羽との合同開催
  - ソフマップ（2019年7月20日、AKIBA④号店アミューズメント館8F）
- 『My Only Sunshine』発売イベント
  - 東京Lily（2019年10月23日、東京Lilyスタジオ） ※南沙羽との合同開催
  - ソフマップ（2019年11月17日、AKIBA①号店サブカル・モバイル館6F）
- ムック本『東京Venus』発売イベント
  - 東京Lily（2019年12月15日、東京Lilyスタジオ）

- 『幼馴染みはベランダからやって来る』発売イベント
  - 東京Lily（2020年6月8日、東京Lilyスタジオ） ※オンライン開催
- 『グラビアプレスVol.3』発売記念イベント
  - 書泉（2020年8月28日、書泉ブックタワー秋葉原）
- 『好きの瞬間』発売イベント
  - 東京Lily（2020年9月13日、池袋HUMAXシネマズ） ※徳江かなとの合同開催

### その他イベント
- バースデーオフ会（2019年12月15日） ※開催場所は非公開
- STM祭り！クリスマス直前SP（2019年12月17日、Zirco Tokyo） ※第一部にTVドラマ『そこにあるBU.KI.MI』出演者として参加

### 舞台挨拶
- 青春カレイドスコープ（2019年8月25日昼夕夜3回・27日夕昼2回・9月2日夕夜2回・5日夕夜2回・6日夕夜2回・11日夕夜2回、池袋HUMAXシネマズ）

### MUSIC VIDEO
- 近澤智『I'm yours』（2020年9月1日公開）[89]
- aoi midori『不揃いなルービックキューブ』（2020年10月1日公開）[90]

### WEB広告
- Ravit（2018年12月1日、CANVAS Inc.）[91]

### WEB PV
- BRASHメンバー発表PV（2018年8月16日[92]・8月17日[93]）

## 書籍

### 雑誌
- キスカ 2018年11月号（2018年10月6日、竹書房） ※巻中グラビア4P
- ドカント 2018年11月号（2018年10月16日、有限会社デジタルスタイル） ※初表紙 ※インタビューを含むグラビア巻頭3P
- エキサイティングマックス！ 2018年12月号（2018年10月26日、ぶんか社） ※"今月のピックアップ旬ドル"グラビア1P
- キスカ 2019年1月号（2018年12月7日、竹書房） ※付録DVDに映像収録

- 週刊プレイボーイ 2019年1月28日号（2019年1月4日、集英社） ※恵体番付選出
- ドカント 2019年3月号（2019年2月16日、有限会社デジタルスタイル） ※"ガールズ＠コレクション"コーナー掲載
- エキサイティングマックス！ 2019年4月号（2019年2月26日、ぶんか社） ※"グラペディアMAX"コーナー掲載
- 月刊エンタメ 2019年4月号（2019年2月28日、徳間書店） ※"Gravian Jewel"グラビア1P
- キスカ 2019年5月号（2019年4月8日、竹書房） ※付録DVDに映像収録
- 週刊実話 2019年6月13日号（2019年5月30日、日本ジャーナル出版） ※グラビア1P
- アサ芸 Secret！ Vol.58 2019年7月11日号（2019年6月4日、徳間書店） ※"とれたてグラドル モギタテ！DVDコレクション"コーナー掲載
- 週刊アサヒ芸能 2019年6月20日号（2019年6月11日、徳間書店） ※グラビア1P
- EX大衆 2019年7月号（2019年6月14日、双葉社） ※グラビア3P
- 週刊プレイボーイ 2019年7月29日号（2019年7月13日、集英社） ※純朴番付選出
- 週刊FLASH 2019年10月22･29日号（2019年10月8日、光文社） ※袋とじ『真実の全裸監督』バニーガールモデル
- 週刊プレイボーイ 2019年10月28日号（2019年10月12日、集英社） ※"このコたちが未来のオールスター！グラドルドラフト2019"選出
- EX大衆 2019年11月号（2019年10月15日、双葉社） ※グラビア3P
- ドカント 2019年11月号（2019年10月16日、有限会社デジタルスタイル） ※表紙 ※インタビューを含むグラビア巻頭3P
- 週刊プレイボーイ 2019年11月4日号（2019年10月21日、集英社） ※NIPPONグラドル53人としてカラーグラビア25P（内1Pはイベント告知）とモノクロ撮影ルポ4P
- 週刊実話 2019年11月7日号（2019年10月24日、日本ジャーナル出版） ※グラビア2P
- 週刊プレイボーイ 2019年11月4日号（2019年11月11日、集英社） ※NIPPONグラドル53人としてカラーグラビア7Pと付録DVD55分収録
- 週刊FLASH 2019年11月26日号（2019年11月12日、光文社） ※"次世代グラグラ女決定戦！"エントリー
- 週刊ポスト 2019年12月13日号（2019年12月2日、小学館） ※"2019グラビアアイドル総選挙～あなたの推しグラドルは誰だ？～"選出
- アサ芸 Secret！ Vol.61 2020年1月13日号（2019年12月4日、徳間書店） ※"2019-2020全日本巨乳BEST100"選出

- フォトテクニックデジタル2020年2月号（2020年1月20日、玄光社） ※連載"屋根裏写真館で撮るグラビアフォト前夜"第四十五夜
- ドカント 2020年4月号（2020年3月16日、有限会社デジタルスタイル） ※"ガールズ＠コレクション"コーナー掲載
- 超激カワ！S級MAX！2020年5月号（2020年3月27日、マイウェイ出版） ※表紙＆カラーグラビア4P
- EX芸能モンスター5月号（2020年3月28日、一水社） ※表紙＆カラーグラビア3P
- アサ芸 Secret！ Vol.63 2020年5月13日号（2020年4月3日、徳間書店） ※"世代別グラビア選抜ビキニ選手権"選出
- エキサイティングマックス！ Special vol.145（2020年4月11日、楽楽出版） ※"気になるグラビアアイドルに大胆直撃！！"コーナー掲載と付録DVDにインタビュー等収録
- EX大衆 2020年5月号（2020年4月15日、双葉社） ※カラーグラビア1P ※dマガジンでのWEB公開版は16Pの限定グラビアも掲載
- 週刊アスキー No.1287（2020年6月16日、週刊アスキー編集部） ※"今週のグラビア"コーナー掲載カラーグラビア4P
- MEN'S DVD Vol.4（2020年7月29日、三和出版） ※"ドキドキアイドルインタビュー"モノクロ1Pと付録DVDにインタビュー等収録
- 週刊ヤングジャンプ 2020年No.36＆37合併号（2020年08月6日、集英社） ※"僕のことが大大大大大好きな41人の彼女"特集グラビア19Pに選出掲載
- エキサイティングマックス！ Special vol.149（2020年8月11日、楽楽出版） ※初の単独撮り下ろしカラーグラビア4Pと付録DVDに映像収録
- ドカント 2020年9月号（2020年8月16日、有限会社デジタルスタイル） ※インタビュー掲載 ※今号はフリーペーパー版とWEB版のみ発刊
- EX大衆 2020年9月号（2020年8月17日、双葉社） ※カラーグラビア2P
- エキサイティングマックス！ 2020年10月号（2020年8月26日、楽楽出版） ※カラーグラビア1P
- 週刊実話 9月17日号（2020年9月3日、日本ジャーナル出版） ※初の撮り下ろし表紙と巻頭カラーグラビア4P

- 月刊エンタメ 2021年5月号（2021年3月30日、徳間書店） ※撮り下ろしグラビア8P
- 週刊実話 4月22日号（2021年4月8日、日本ジャーナル出版） ※撮り下ろし表紙と巻頭カラーグラビア4P
- キスカ 2021年5月号（2021年4月8日、竹書房） ※巻中グラビア

### ムック
- 金のEX NEO vol.2（2019年6月10日、大洋図書） ※グラビア3P
- EXよるピカ（2019年6月26日、ダイアプレス） ※表紙 ※グラビア1P
- 東京Lily presents グラドル THE BEST GIRLS（2019年9月18日、マイウェイ出版） ※カラーグラビア1P
- グラビアアイドル特盛ハーレム桃尻収穫祭（2019年10月7日、ダイアプレス） ※表紙 ※カラーグラビア3P
- 東京Lily presents 東京Venus（2019年11月11日、ダイアプレス） ※直筆コメントなど含むカラーグラビア5P

- GIRLS-PEDIA 2020 WINTER（2020年3月2日、KADOKAWA） ※"グラ飯プレイバック"コーナー掲載
- 実話ナックルズGOLD vol.13（2020年3月9日、大洋図書） ※巻頭カラーグラビア5P
- 実話ナックルズGOLDドキュメント vol.2（2020年8月5日、大洋図書） ※巻頭カラーグラビア5P
- 実話ナックルズウルトラ vol.10（2020年8月5日、大洋図書） ※カラーグラビア1P
- ありえない芸能界幻のお宝解禁スペシャル（2020年8月20日、ブレインハウス） ※カラーグラビア1P
- 臨時増刊ラヴァーズ vol.15（2020年8月24日、大洋図書） ※カラーグラビア2P
- グラビアプレス Vol.3（2020年8月27日、秀麗出版） ※カラーグラビア2P
- GIRLS-PEDIA 2020 SUMMER（2020年8月31日、KADOKAWA） ※2ndカヴァー＆撮り下ろしカラーグラビア40P

- 東京Lily presents グラビア名鑑2021-今、紙に残すべきオンナノコ100人-（2021年3月29日、ダイアプレス） ※カラーグラビア1P